# پل اورسوند
پل اورسوند (به سوئدی: Öresundsbron)(به دانمارکی: Øresundsbroen) یک پل دوطرفه جاده‌ای و ریلی است که با عبور از تنگه اورسوند دو کشور سوئد و دانمارک را از طریق زمینی به یک‌دیگر متصل می‌کند. ارتباط این مسیر درحقیقت توسط یک پل و یک تونل برقرار شده است، که مجموعاً به این نام خوانده می‌شوند. فاصله تقریباً ۸ کیلومتری شهر مالمو در سوئد و جزیره مصنوعی پبرهولم توسط پل و فاصله ۴ کیلومتری این جزیره تا کپنهاگ از طریق تونل پیموده می‌شود. در این مسیر دو ریل راه‌آهن برای رفت‌وآمد قطارها و چهار خط ماشین‌رو تعبیه شده است.
پل اورسوند طولانی‌ترین پل جاده‌ای و ریلی اروپا است و شبکه‌های جاده‌ای و ریلی شبه جزیره اسکاندیناوی از طریق این پل به اروپای مرکزی و غربی وصل شده است. این پل بخشی از جاده ئی۲۰ اروپا را تشکیل می‌دهد که از ایرلند شروع شده و در سن پترزبورگ خاتمه می‌یابد.
پل اورسوند از مرز بین دانمارک و سوئد عبور می‌کند اما با توجه به پیمان شنگن کنترل پاسپورت روی این پل انجام نمی‌شود. بازرسی اتفاقی گمرک در هنگام ورود به سوئد صورت می‌گیرد اما در هنگام ورود به دانمارک بازرسی گمرک انجام نمی‌شود.